# 江巴吉才
江巴吉才（藏語：བྱམས་པ་འཇིགས་བྲལ，威利转写：byams pa vjigs bral，1949年—），云南香格里拉人，藏族，中华人民共和国政治人物，中国共产党党员，第十一届全国人民代表大会云南地区代表。
毕业于云南省委党校中青年干部培训班。担任云南省人大常委会副主任，省总工会主席。2008年起担任全国人大代表。2008年10月17日，中国工会十五大在北京开幕，大会选举他出任主席团委员。